# Sphagesauridae
Sphagesauridae è una famiglia estinta di mesoeucrocodili vissuti durante il Cretaceo superiore, circa 90-83 milioni di anni fa (Turoniano-Santoniano), in tutto il Gondwana. Gli sfagesauridi sono un clade di coccodrilli terrestri che svilupparono denti, mascelle, e come nel caso di Armadillosuchus anche corporatura, molto simili ai mammiferi. Sia Sphagesaurus che Adamantinasuchus sono noti dal Turoniano al Santoniano nel Brasile.